# Procythereis lytteltonensis
Procythereis lytteltonensis är en kräftdjursart som beskrevs av Hartmann 1982. Procythereis lytteltonensis ingår i släktet Procythereis och familjen Hemicytheridae. Inga underarter finns listade i Catalogue of Life.